# Tafila
Tafila (arabsky الطفيلة‎) je město v Jordánsku v governorátu Tafila, jehož je zároveň hlavním městem. Nachází se v jižním Jordánsku 183 km jižně od Ammánu. Je známé pěstováním oliv a fíků. V oblasti se nachází mnoho pramenů, včetně několika horkých. Nedaleko na sever se také nachází vodní nádrž Dana, které vznikla přehrazením vádí. Dva fosfátové a cementové doly jsou základem místní ekonomiky.

## Historie
Město bylo založeno Edomity, kteří ho nazývali Tófel. Je zmiňován v Bibli (תפל, Deuteronomium 1:1). Později ho dobyli Nabatejci. Posléze se dostalo pod nadvládu Římské říše, muslimů a na krátkou dobu mu vládli křižáci.